# Klaus Buchner
Pour les articles homonymes, voir Buchner.
Klaus Buchner, né le 6 février 1941 à Munich, est un homme politique allemand, membre du Parti écologiste-démocrate.
Il est élu député européen en mai 2014 et réélu en mai 2019. Il démissionne de son mandat le 15 juillet 2020.